# Universidad Vanderbilt
La Universidad Vanderbilt (Vanderbilt University en inglés) es una universidad privada de los Estados Unidos localizada en la ciudad de Nashville (Tennessee). Fue fundada en 1873 y renombrada como Vanderbilt University en 1877 en honor al magnate del transporte naval y el ferrocarril de los Estados Unidos: Cornelius Vanderbilt —quien donó un millón de dólares para la fundación de la universidad a sus 79 años de edad—. En el presente es un centro destacado en la investigación académica.
La Universidad Vanderbilt tiene matriculados a más de 12.600 estudiantes en cuatro escuelas profesionales de pregrado y seis escuelas de posgrado. Varios centros de investigación académica e institutos están afiliados a la universidad, entre ellos el Centro Médico de la Universidad de Vanderbilt (Vanderbilt University Medical Center), el Instituto de Vanderbilt para el Estudio de Políticas Públicas (The Vanderbilt Institute for Public Policy Studies) y el Observatorio Dyer (Dyer Observatory). Con la excepción del Instituto para el Estudio de Políticas Públicas y el Observatorio, todas las instalaciones de la universidad se encuentran dentro del principal campus de 1.3 km², el cual, a su vez, está localizado a 2.4 km del centro de la ciudad de Nashville. El campus de Vanderbilt es un arboreto (jardín botánico de árboles) nacional que incluye más de 300 especies distintas de árboles y arbustos.
El sistema bibliotecario Jean and Alexander Heard (The Jean and Alexander Heard Library) de la universidad de Vanderbilt es uno de los principales para la investigación académica dentro de los Estados Unidos (contiene más de 6.2 millones de ítems atesorados en nueve instalaciones). El Archivo de Noticias Televisivas de la Universidad Vanderbilt (Vanderbilt Television News Archive) atesora la colección más grande de grabaciones de noticieros televisivos del mundo (más de 40.000 horas de contenido). BioVU, el banco de datos de ADN de Vanderbilt University, es uno de los más grandes de su tipo a nivel internacional. Adicionalmente, el Instituto Vanderbilt para el Espacio y la Electrónica para Defensa (Vanderbilt Institute for Space and Defense Electronics), el más grande de su tipo en el mundo, provee de apoyo integral a diversas compañías, agencias y unidades gubernamentales, entre ellas Boeing, NASA, y el Departamento de Defensa de los Estados Unidos.
El sistema de bibliotecas Jean and Alexander Heard contiene, además, colecciones especiales de gran renombre. Entre ellas se cuentan: una colección sobre Charles Baudelaire y Estudios Modernos de Literatura y Lingüística Francesas (the W.T. Bandy Center for Baudelaire and Modern French Studies); una colección sobre Literaturas y Culturas del Sur de los Estados Unidos; colecciones latinoamericanas sobre Argentina, Brasil, Colombia, además de los Andes y Mesoamérica; y el Archivo Global de Música (Global Music Archive), un depósito de etnomusicología con grabaciones de música indígena y música popular pertenecientes a África y las Américas.
La Universidad Vanderbilt tiene más de 139.000 alumnos graduados y 41 clubes de exalumnos establecidos tanto dentro de los Estados Unidos como en otras partes del mundo. La lista de egresados distinguidos de la Universidad  Vanderbilt incluye a tres Premios Nobel, dos vicepresidentes de los Estados Unidos, 21 miembros del Congreso de los Estados Unidos, Premios Pulitzers, académicos eminentes, CEOs y atletas profesionales y olímpicos.                                                                                                                                                                                                                                                                                                                                                                                                                                                                                                                                                                                                                                                                                                                                                                                                                                                                                                                                                                                                                                                                                                                                                                                                                                                                                                                                                                                                                                                                                                                                                                                                                                                                                                                                                                                                                                                                                                                                                                                                                                                                                                                                                                                                                                                                                                                                                                                                                                                                                                                                                                                                                                                                                                                                                                                                                                                                                                                                                                                                                                                                                                                                                                                                                                                                                                                                                                                                                                                                                                                                                                                                                                                                                                                                                                                                                                                                                                                                                                                                                                                                                                                                                                                                                                                                                                                                                                                                                                                                                                                                                                                                                                                                                                                                                                                                                                                                                                                                                                                                                                                                                                                                                                                                                                                                                                                                                                                                                                                                                                                                                                                                                                                                                                                                                                                                                                                                                                                                                                                                                                                                                                                                                                                                                                                                                                                                                                                                                                                                                                                                                                                                                                                                                                                                                                                                                                                                                                                                                                                                                                                                                                                                                                                                                                                                                                                                                                                                                                                                                                                                                                                                                                                                                                                                                                                                                                                                                                                                                                                                                                                                                                                                                                                                                                                                                                                                                                                                                                                                                                                                                                                                                                                                                                                                                                                                                                                                                                                                                                                                                                                                                                                                                                                                                                                                                                                                                                                                                                                                                                                                                                                                                                                                                                                                                                                                                                                                                                                                                                                                                                                                                                                                                                                                                                                                                                                                                                                                                                                                                                                                                                                                                                                                                                                                                                                                                                                                                                                                                                                                                                                                                                                                                                                                                                                                                                                                                                                                                                                                                                                                                                                                                                                                                                                                                                                                                                                                                                                                                                                                                                                                                                                                                                                                                                                                                                                                                                                                                                                                                                                                                                                                                                                                                                                                                                                                                                                                                                                                                                                                                                                                                                                                                                                                                                                                                                                                                                                                                                                                                                                                                                                                                                                                                                                                                                                                                                                                                                                                                                                                                                                                                                                                                                                                                                                                                                                                                                                                                                                                                                                                                                                                                                                                                                                                                                                                                                                                                                                                                                                                                                                                                                                                                                                                                                                                                                                                                                                                                                                                                                                                                                                                                                                                                                                                                                                                                                                                                                                                                                                                                                                                                                                                                                                                                                                                                                                                                                                                                                                                                                                                                                                                                                                                                                                                                                                                                                                                                                                                                                                                                                                                                                                                                                                                                                                                                                                                                                                                                                                                                                                                                                                                                                                                                                                                                                                                                                                                                                                                                                                                                                                                                                                                                                                                                                                                                                                                                                                                                                                                                                                                                                                                                                                                                                                                                                                                                                                                                                                                                                                                                                                                                                                                                                                                                                                                                                                                                                                                                                                                                                                                                                                                                                                                                                                                                                                                                                                                                                                                                                                                                                                                                                                                                                                                                                                                                                                                                                                                                                                                                                                                                                                                                                                                                                                                                                                                                                                                                                                                                                                                                                                                                                                                                                                                                                                                                                                                                                                                                                                                                                                                                                                                                                                                                                                                                                                                                                                                                                                                                                                                                                                                                                                                                                                                                                                                                                                                                                                                                                                                                                                                                                                                                                                                                                                                                                                                                                                                                                                                                                                                                                                                                                                                                                                                                                                                                                                                                                                                                                                                                                                                                                                                                                                                                                                                                                                                                                                                                                                                                                                                                                                                                                                                                                                                                                                                                                                                                                                                                                                                                                                                                                                                                                                                                                                                                                                                                                                                                                                                                                                                                                                                                                                                                                                                                                                                                                                                                                                                                                                                                                                                                                                                                                                                                                                                                                                                                                                                                                                                                                                                                                                                                                                                                                                                                                                                                                                                                                                                                                                                                                                                                                                                                                                                                                                                                                                                                                                                                                                                                                                                                                                                                                                                                                                                                                                                                                                                                                                                                                                                                                                                                                                                                                                                                                                                                                                                                                                                                                                                                                                                                                                                                                                                                                                                                                                                                                                                                                                                                                                                                                                                                                                                                                                                                                                                                                                                                                                                                                                                                                                                                                                                                                                                                                                                                                                                                                                                                                                                                                                                                                                                                                                                                                                                                                                                                                                                                                                                                                                                                                                                                                                                                                                                                                                                                                                                                                                                                                                                                                                                                                                                                                                                                                                                                                                                                                                                                                                                                                                                                                                                                                                                                                                                                                                                                                                                                                                                                                                                                                                                                                                                                                                                                                                                                                                                                                                                                                                                                                                                                                                                                                                                                                                                                                                                                                                                                                                                                                                                                                                                                                                                                                                                                                                                                                                                                                                                                                                                                                                                                                                                                                                                                                                                                                                                                                                                                                                                                                                                                                                                                                                                                                                                                                                                                                                                                                                                                                                                                                                                                                                                                                                                                                                                                                                                                                                                                                                                                                                                                                                                                                                                                                                                                                                                                                                                                                                                                                                                                                                                                                                                                                                                                                                                                                                                                                                                                                                                                                                                                                                                                                                                                                                                                                                                                                                                                                                                                                                                                                                                                                                                                                                                                                                                                                                                                                                                                                                                                                                                                                                                                                                                                                                                                                                                                                                                                                                                                                                                                                                                                                                                                                                                                                                                                                                                                                                                                                                                                                                                                                                                                                                                                                                                                                                                                                                                                                                                                                                                                                                                                                                                                                                                                                                                                                                                                                                                                                                                                                                                                                                                                                                                                                                                                                                                                                                                                                                                                                                                                                                                                                                                                                                                                                                                                                                                                                                                                                                                                                                                                                                                                                                                                                                                                                                                                                                                                                                                                                                                                                                                                                                                                                                                                                                                                                                                                                                                                                                                                                                                                                                                                                                                                                                                                                                                                                                                                                                                                                                                                                                                                                                                                                                                                                                                                                                                                                                                                                                                                                                                                                                                                                                                                                                                                                                                                                                                                                                                                                                                                                                                                                                                                                                                                                                                                                                                                                                                                                                                                                                                                                                                                                                                                                                                                                                                                                                                                                                                                                                                                                                                                                                                                                                                                                                                                                                                                                                                                                                                                                                                                                                                                                                                                                                                                                                                                                                                                                                                                                                                                                                                                                                                                                                                                                                                                                                                                                                                                                                                                                                                                                                                                                                                                                                                                                                                                                                                                                                                                                                                                                                                                                                                                                                                                                                                                                                                                                                                                                                                                                                                                                                                                                                                                                                                                                                                                                                                                                                                                                                                                                                                                                                                                                                                                                                                                                                                                                                                                                                                                                                                                                                                                                                                                                                                                                                                                                                                                                                                                                                                                                                                                                                                                                                                                                                                                                                                                                                                                                                                                                                                                                                                                                                                                                                                                                                                                                                                                                                                                                                                                                                                                                                                                                                                                                                                                                                                                                                                                                                                                                                                                                                                                                                                                                                                                                                                                                                                                                                                                                                                                                                                                                                                                                                                                                                                                                                                                                                                                                                                                                                                                                                                                                                                                                                                                                                                                                                                                                                                                                                                                                                                                                                                                                                                                                                                                                                                                                                                                                                                                                                                                                                                                                                                                                                                                                                                                                                                                                                                                                                                                                                                                                                                                                                                                                                                                                                                                                                                                                                                                                                                                                                                                                                                                                                                                                                                                                                                                                                                                                                                                                                                                                                                                                                                                                                                                                                                                                                                                                                                                                                                                                                                                                                                                                                                                                                                                                                                                                                                                                                                                                                                                                                                                                                                                                                                                                                                                                                                                                                                                                                                                                                                                                                                                                                                                                                                                                                                                                                                                                                                                                                                                                                                                                                                                                                                                                                                                                                                                                                                                                                                                                                                                                                                                                                                                                                                                                                                                                                                                                                                                                                                                                                                                                                                                                                                                                                                                                                                                                                                                                                                                                                                                                                                                                                                                                                                                                                                                                                                                                                                                                                                                                                                                                                                                                                                                                                                                                                                                                                                                                                                                                                                                                                                                                                                                                                                                                                                                                                                                                                                                                                                                                                                                                                                                                                                                                                                                                                                                                                                                                                                                                                                                                                                                                                                                                                                                                                                                                                                                                                                                                                                                                                                                                                                                                                                                                                                                                                                                                                                                                                                                                                                                                                                                                                                                                                                                                                                                                                                                                                                                                                                                                                                                                                                                                                                                                                                                                                                                                                                                                                                                                                                                                                                                                                                                                                                                                                                                                                                                                                                                                                                                                                                                                                                                                                                                                                                                                                                                                                                                                                                                                                                                                                                                                                                                                                                                                                                                                                                                                                                                                                                                                                                                                                                                                                                                                                                                                                                                                                                                                                                                                                                                                                                                                                                                                                                                                                                                                                                                                                                                                                                                                                                                                                                                                                                                                                                                                                                                                                                                                                                                                                                                                                                                                                                                                                                                                                                                                                                                                                                                                                                                                                                                                                                                                                                                                                                                                                                                                                                                                                                                                                                                                                                                                                                                                                                                                                                                                                                                                                                                                                                                                                                                                                                                                                                                                                                                                                                                                                                                                                                                                                                                                                                                                                                                                                                                                                                                                                                                                                                                                                                                                                                                                                                                                                                                                                                                                                                                                                                                                                                                                                                                                                                                                                                                                                                                                                                                                                                                                                                                                                                                                                                                                                                                                                                                                                                                                                                                                                                                                                                                                                                                                                                                                                                                                                                                                                                                                                                                                                                                                                                                                                                                                                                                                                                                                                                                                                                                                                                                                                                                                                                                                                                                                                                                                                                                                                                                                                                                                                                                                                                                                                                                                                                                                                                                                                                                                                                                                                                                                                                                                                                                                                                                                                                                                                                                                                                                                                                                                                                                                                                                                                                                                                                                                                                                                                                                                                                                                                                                                                                                                                                                                                                                                                                                                                                                                                                                                                                                                                                                                                                                                                                                                                                                                                                                                                                                                                                                                                                                                                                                                                                                                                                                                                                                                                                                                                                                                                                                                                                                                                                                                                                                                                                                                                                                                                                                                                                                                                                                                                                                                                                                                                                                                                                                                                                                                                                                                                                                                                                                                                                                                                                                                                                                                                                                                                                                                                                                                                                                                                                                                                                                                                                                                                                                                                                                                                                                                                                                                                                                                                                                                                                                                                                                                                                                                                                                                                                                                                                                                                                                                                                                                                                                                                                                                                                                                                                                                                                                                                                                                                                                                                                                                                                                                                                                                                                                                                                                                                                                                                                                                                                                                                                                                                                                                                                                                                                                                                                                                                                                                                                                                                                                                                                                                                                                                                                                                                                                                                                                                                                                                                                                                                                                                                                                                                                                                                                                                                                                                                                                                                                                                                                                                                                                                                                                                                                                                                                                                                                                                                                                                                                                                                                                                                                                                                                                                                                                                                                                                                                                                                                                                                                                                                                                                                                                                                                                                                                                                                                                                                                                                                                                                                                                                                                                                                                                                                                                                                                                                                                                                                                                                                                                                                                                                                                                                                                                                                                                                                                                                                                                                                                                                                                                                                                                                                                                                                                                                                                                                                                                                                                                                                                                                                                                                                                                                                                                                                                                                                                                                                                                                                                                                                                                                                                                                                                                                                                                                                                                                                                                                                                                                                                                                                                                                                                                                                                                                                                                                                                                                                                                                                                                                                                                                                                                                                                                                                                                                                                                                                                                                                                                                                                                                                                                                                                                                                                                                                                                                                                                                                                                                                                                                                                                                                                                                                                                                                                                                                                                                                                                                                                                                                                                                                                                                                                                                                                                                                                                                                                                                                                                                                                                                                                                                                                                                                                                                                                                                                                                                                                                                                                                                                                                                                                                                                                                                                                                                                                                                                                                                                                                                                                                                                                                                                                                                                                                                                                                                                                                                                                                                                                                                                                                                                                                                                                                                                                                                                                                                                                                                                                                                                                                                                                                                                                                                                                                                                                                                                                                                                                                                                                                                                                                                                                                                                                                                                                                                                                                                                                                                                                                                                                                                                                                                                                                                                                                                                                                                                                                                                                                                                                                                                                                                                                                                                                                                                                                                                                                                                                                                                                                                                                                                                                                                                                                                                                                                                                                                                                                                                                                                                                                                                                                                                                                                                                                                                                                                                                                                                                                                                                                                                                                                                                                                                                                                                                                                                                                                                                                                                                                                                                                                                                                                                                                                                                                                                                                                                                                                                                                                                                                                                                                                                                                                                                                                                                                                                                                                                                                                                                                                                                                                                                                                                                                                                                                                                                                                                                                                                                                                                                                                                                                                                                                                                                                                                                                                                                                                                                                                                                                                                                                                                                                                                                                                                                                                                                                                                                                                                                                                                                                                                                                                                                                                                                                                                                                                                                                                                                                                                                                                                                                                                                                                                                                                                                                                                                                                                                                                                                                                                                                                                                                                                                                                                                                                                                                                                                                                                                                                                                                                                                                                                                                                                                                                                                                                                                                                                                                                                                                                                                                                                                                                                                                                                                                                                                                                                                                                                                                                                                                                                                                                                                                                                                                                                                                                                                                                                                                                                                                                                                                                                                                                                                                                                                                                                                                                                                                                                                                                                                                                                                                                                                                                                                                                                                                                                                                                                                                                                                                                                                                                                                                                                                                                                                                                                                                                                                                                                                                                                                                                                                                                                                                                                                                                                                                                                                                                                                                                                                                                                                                                                                                                                                                                                                                                                                                                                                                                                                                                                                                                                                                                                                                                                                                                                                                                                                                                                                                                                                                                                                                                                                                                                                                                                                                                                                                                                                                                                                                                                                                                                                                                                                                                                                                                                                                                                                                                                                                                                                                                                                                                                                                                                                                                                                                                                                                                                                                                                                                                                                                                                                                                                                                                                                                                                                                                                                                                                                                                                                                                                                                                                                                                                                                                                                                                                                                                                                                                                                                                                                                                                                                                                                                                                                                                                                                                                                                                                                                                                                                                                                                                                                                                                                                                                                                                                                                                                                                                                                                                                                                                                                                                                                                                                                                                                                                                                                                                                                                                                                                                                                                                                                                                                                                                                                                                                                                                                                                                                                                                                                                                                                                                                                                                                                                                                                                                                                                                                                                                                                                                                                                                                                                                                                                                                                                                                                                                                                                                                                                                                                                                                                                                                                                                                                                                                                                                                                                                                                                                                                                                                                                                                                                                                                                                                                                                                                                                                                                                                                                                                                                                                                                                                                                                                                                                                                                                                                                                                                                                                                                                                                                                                                                                                                                                                                                                                                                                                                                                                                                                                                                                                                                                                                                                                                                                                                                                                                                                                                                                                                                                                                                                                                                                                                                                                                                                                                                                                                                                                                                                                                                                                                                                                                                                                                                                                                                                                                                                                                                                                                                                                                                                                                                                                                                                                                                                                                                                                                                                                                                                                                                                                                                                                                                                                                                                                                                                                                                                                                                                                                                                                                                                                                                                                                                                                                                                                                                                                                                                                                                                                                                                                                                                                                                                                                                                                                                                                                                                                                                                                                                                                                                                                                                                                                                                                                                                                                                                                                                                                                                                                                                                                                                                                                                                                                                                                                                                                                                                                                                                                                                                                                                                                                                                                                                                                                                                                                                                                                                                                                                                                                                                                                                                                                                                                                                                                                                                                                                                                                                                                                                                                                                                                                                                                                                                                                                                                                                                                                                                                                                                                                                                                                                                                                                                                                                                                                                                                                                                                                                                                                                                                                                                                                                                                                                                                                                                                                                                                                                                                                                                                                                                                                                                                                                                                                                                                                                                                                                                                                                                                                                                                                                                                                                                                                                                                                                                                                                                                                                                                                                                                                                                                                                                                                                                                                                                                                                                                                                                                                                                                                                                                                                                                                                                                                                                                                                                                                                                                                                                                                                                                                                                                                                                                                                                                                                                                                                                                                                                                                                                                                                                                                                                                                                                                                                                                                                                                                                                                                                                                                                                                                                                                                                                                                                                                                                                                                                                                                                                                                                                                                                                                                                                                                                                                                                                                                                                                                                                                                                                                                                                                                                                                                                                                                                                                                                                                                                                                                                                                                                                                                                                                                                                                                                                                                                                                                                                                                                                                                                                                                                                                                                                                                                                                                                                                                                                                                                                                                                                                                                                                                                                                                                                                                                                                                                                                                                                                                                                                                                                                                                                                                                                                                                                                                                                                                                                                                                                                                                                                                                                                                                                                                                                                                                                                                                                                                                                                                                                                                                                                                                                                                                                                                                                                                                                                                                                                                                                                                                                                                                                                                                                                                                                                                                                                                                                                                                                                                                                                                                                                                                                                                                                                                                                                                                                                                                                                                                                                                                                                                                                                                                                                                                                                                                                                                                                                                                                                                                                                                                                                                                                                                                                                                                                                                                                                                                                                                                                                                                                                                                                                                                                                                                                                                                                                                                                                                                                                                                                                                                                                                                                                                                                                                                                                                                                                                                                                                                                                                                                                                                                                                                                                                                                                                                                                                                                                                                                                                                                                                                                                                                                                                                                                                                                                                                                                                                                                                                                                                                                                                                                                                                                                                                                                                                                                                                 

## Historia

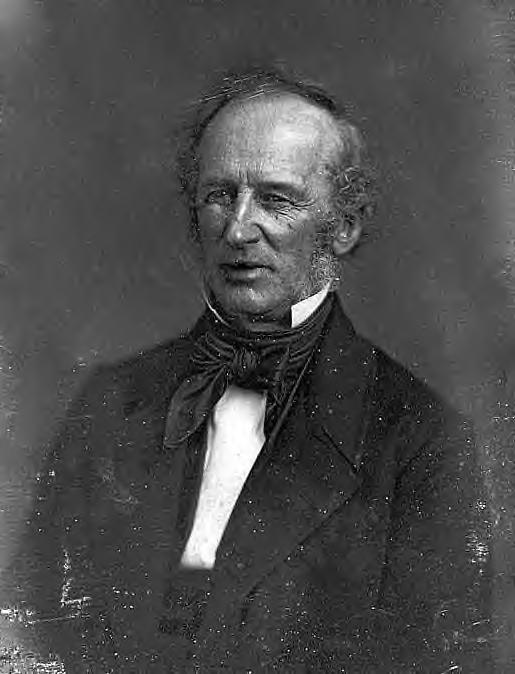
Cornelius Vanderbilt, filántropo y magnate estadounidense, donó un millón de dólares a la universidad que hoy lleva su nombre en 1873.

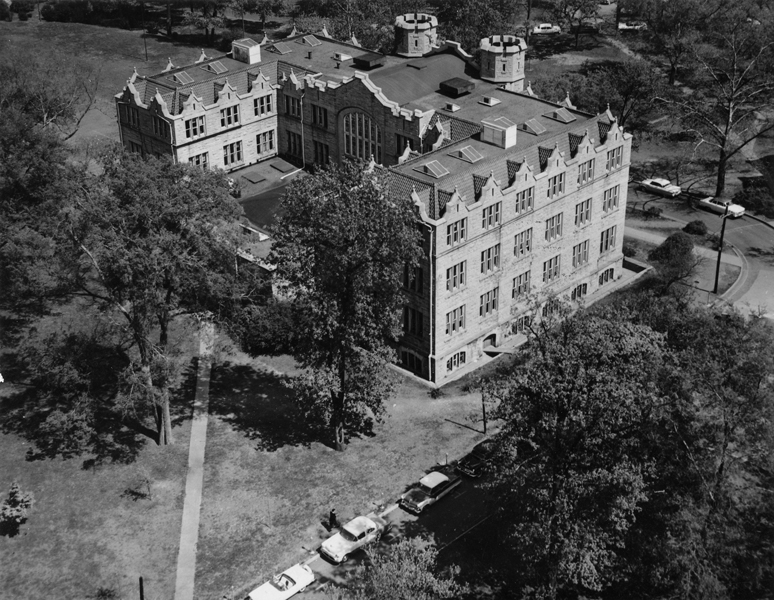
Furman Hall en la Universidad de Vanderbilt, edificio construido en 1905. Hoy varios programas de posgrado en Humanidades tienen funcionamiento dentro del inmueble (entre ellos el programa de Estudios en Lingüística y Literaturas en Lengua Española).

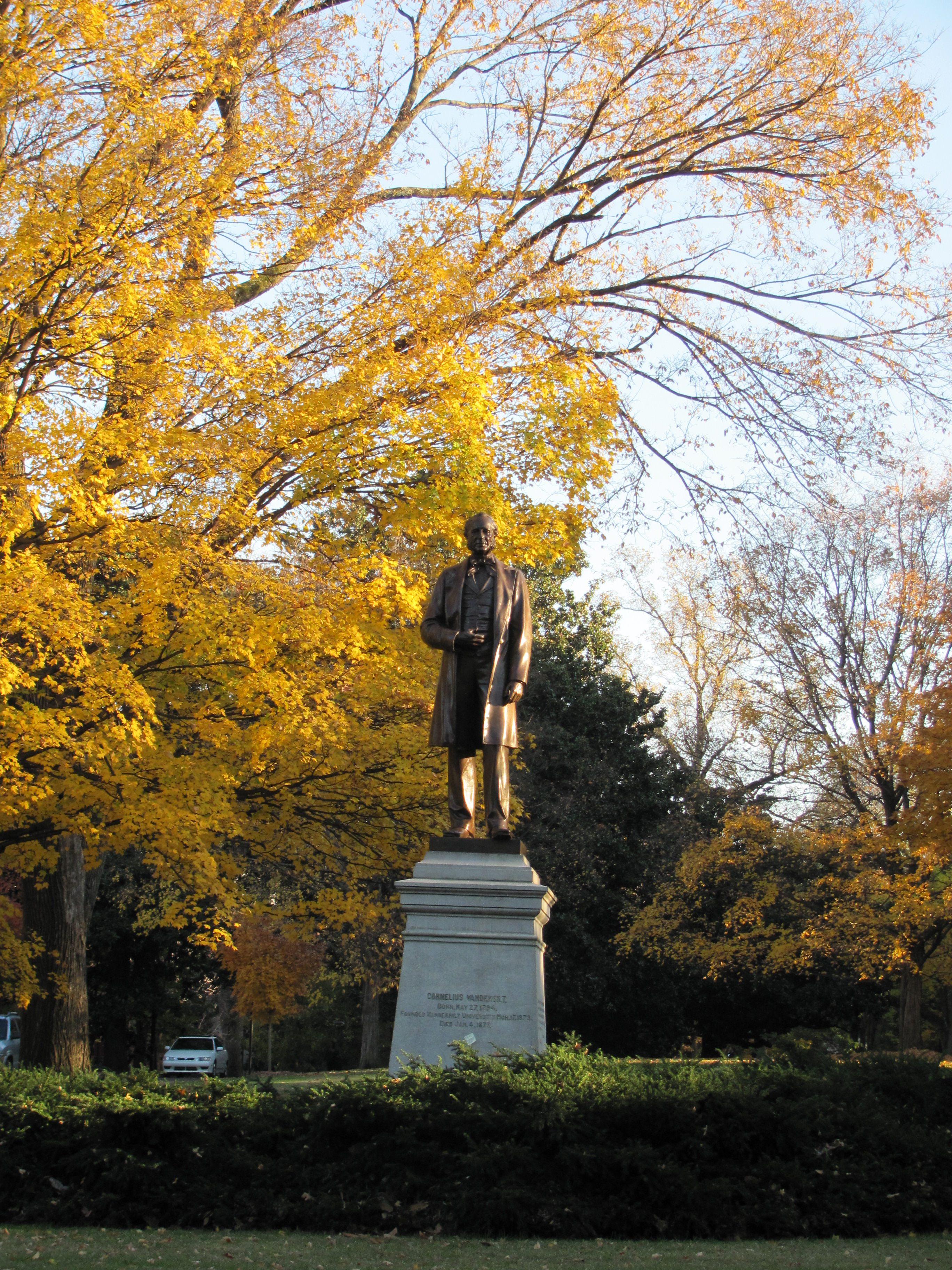
Estatua de Cornelius Vanderbilt en el campus de la Universidad de Vanderbilt.

La Universidad Vanderbilt se fundó originalmente con el nombre de Universidad Central de la Iglesia Metodista Episcopal del Sur (The Central University of the Methodist Episcopal Church, South) en Nashville en 1872, siete años después de haber concluido la Guerra de Secesión Norteamericana (1861-1865). Su propósito originario fue el de ser un centro para la formación de pastores y ministros religiosos a ser empleados, posteriormente, como miembros de las congregaciones metodistas en el sur. La carencia de fondos y la devastación del sur estadounidense tras el enfrentamiento con el norte retrasaron la apertura de la universidad a lo largo del periodo anual de 1872. Al año siguiente, sin embargo, el obispo Holland Nimmons McTyeire (cofundador de la universidad) convenció a Cornelius Vanderbilt —durante una estadía en Nueva York en la mansión del magnate— de realizar una donación al centro académico con la finalidad de ayudar a cerrar las heridas abiertas por la guerra civil norteamericana y así fortalecer la unión del país. Vanderbilt, persuadido, entregó un millón de dólares —equivalentes a 19,973,867 dólares en 2015— a la recién creada Universidad Central de la Iglesia Metodista Episcopal del Sur. Esta cambió su nombre a Universidad Vanderbilt en 1877, año de la muerte del filántropo pionero del transporte naval y en ferrocarril en los Estados Unidos.
Durante sus primeros cuarenta años, la Universidad Vanderbilt fue dirigida por la Conferencia General de la Iglesia Metodista Episcopal del Sur, por entonces su organismo de gobierno principal. En 1914 la Iglesia Metodista Episcopal del Sur suspendió todos sus vínculos con la Universidad Vanderbilt tras una serie de tensiones entre la Conferencia General y la administración universitaria respecto al futuro de la institución. La universidad pasó desde ese entonces a tener las características administrativas que tiene aún hoy en el presente. Dos de esas características justificaban su designación como universidad: por un lado, sus programas en pregrado y en posgrado en artes liberales y ciencias; por otro lado, las escuelas profesionales que añadió paulatinamente a sus departamentos originarios.
La Universidad Vanderbilt tuvo estudiantes mujeres desde 1875 a pesar de haber sido —por la naturaleza religiosa de su fundación— originalmente una institución académica de participación exclusivamente masculina. Entre 1892 y 1901, las mujeres en la Universidad Vanderbilt adquirieron igualdad legal respecto a los estudiantes varones a pesar de no poder tener acceso aún a la residencia universitaria. En 1894, las facultades de la universidad y la Junta de Directores permitieron a las mujeres competir por diversas distinciones académicas y premios en igualdad junto a los varones. Desde 1897, los estudiantes de primer año admitidos a Vanderbilt ya incluían entre cuatro y cinco mujeres como parte de cada programa anualmente. En 1913, el cuerpo estudiantil de la Universidad Vanderbilt estaba conformado por 78 mujeres, un 20% del total del número de inscritos. En el presente el porcentaje de mujeres entre los alumnos ingresantes a programas de pregrado en la Universidad Vanderbilt es de 53%.
En la primera mitad del siglo XX, investigación llevada a cabo en la Universidad Vanderbilt tuvo incidencia importante en el desarrollo de procedimientos médicos utilizados durante la Segunda Guerra Mundial. Ernest William Goodpasture y otros académicos de la Escuela de Medicina inventaron métodos para el cultivo de virus que más adelante posibilitarían la producción de vacunas contra infecciones como la varicela, la viruela, el tifus, la fiebre de las montañas rocosas y otras enfermedades causadas por agentes infecciosos de reproducción en células vivas. Alfred Blalock, profesor de cirugía, y su asistente Vivien Thomas, realizaron trabajo pionero para el tratamiento del shock circulatorio (el mismo que salvó incontables vidas durante la Segunda Guerra Mundial) también en la primera mitad del siglo XX.
La Universidad Vanderbilt obtuvo reconocimiento nacional en 1949, especialmente tras su inclusión en la Asociación de Universidades Americanas (fundada en 1900). En la década de 1950, los logros académicos de la universidad ya eran lo suficientemente competitivos para medirse a aquellos de los estándares nacionales. Para 1963, año de su nonagésimo aniversario, la Universidad Vanderbilt había pasado ya a formar parte del top veinte de universidades privadas en los Estados Unidos.
En 1953 la Escuela de Religión de la Universidad Vanderbilt admitió al primer estudiante de origen afroamericano. Una década más tarde, en 1962, la Cámara de Directores votó aceptar a estudiantes afroamericanos en todas las escuelas de la universidad (los primeros alumnos de pregrado afroamericanos ingresaron a Vanderbilt en la segunda mitad de 1964). La Universidad Vanderbilt se convirtió en el foco de atención nacional, nuevamente, en 1966, año en que reclutó a Perry Wallace, el primer alumno afroamericano en jugar básquetbol para un equipo universitario en la Southeastern Conference en los Estados Unidos (una conferencia atlética universitaria).
En 1979, la Universidad Vanderbilt adquirió el George Peabody College for Teachers, institución académica de formación de maestros y pedagogos. Actualmente el departamento de posgrado en Educación y Desarrollo Humano Peabody College es considerado uno de los principales en los Estados Unidos, según lo atestigua su posición anual en diversos rankings académicos.
La Universidad Vanderbilt es recurrentemente clasificada en el presente dentro del top veinte de universidades de los Estados Unidos (por publicaciones como el U.S. News & World Report, entre muchas otras). Varios de sus programas y sus departamentos se encuentran dentro del top 10 en Norteamérica, hecho que prueba su competitividad académica a nivel nacional e internacional.

## Organización y administración

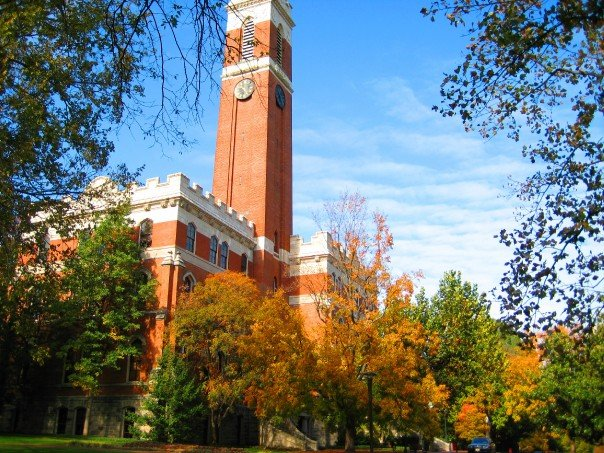
Kirkland Hall, edificio principal del campus de Vanderbilt University.

La Universidad Vanderbilt es una institución privada dirigida por una Junta de Directores independiente de carácter perpetuo. La Junta de Directores está formada por 45 miembros regulares (además de los miembros eméritos), como también por el Rector y el director Ejecutivo de la universidad. Cada uno de los miembros sirve por un periodo de cinco años (a excepción de los alumnos graduados pertenecientes a la Junta, los cuales sirven por un periodo más corto de dos años). Bruce R. Evans es el presidente actual de la Junta de Directores y Nicholas S. Zeppos es el rector actual de la Universidad Vanderbilt.
La Junta de Directores de la Universidad Vanderbilt tiene por objetivo lograr que la universidad se convierta en una de las diez mejores instituciones para la investigación y la enseñanza académica dentro de los Estados Unidos. Por ello, se encarga de garantizar la solvencia económica de la universidad, además de determinar sus políticas universitarias y el empleo adecuado de sus recursos humanos con el fin de alcanzar los objetivos propuestos.

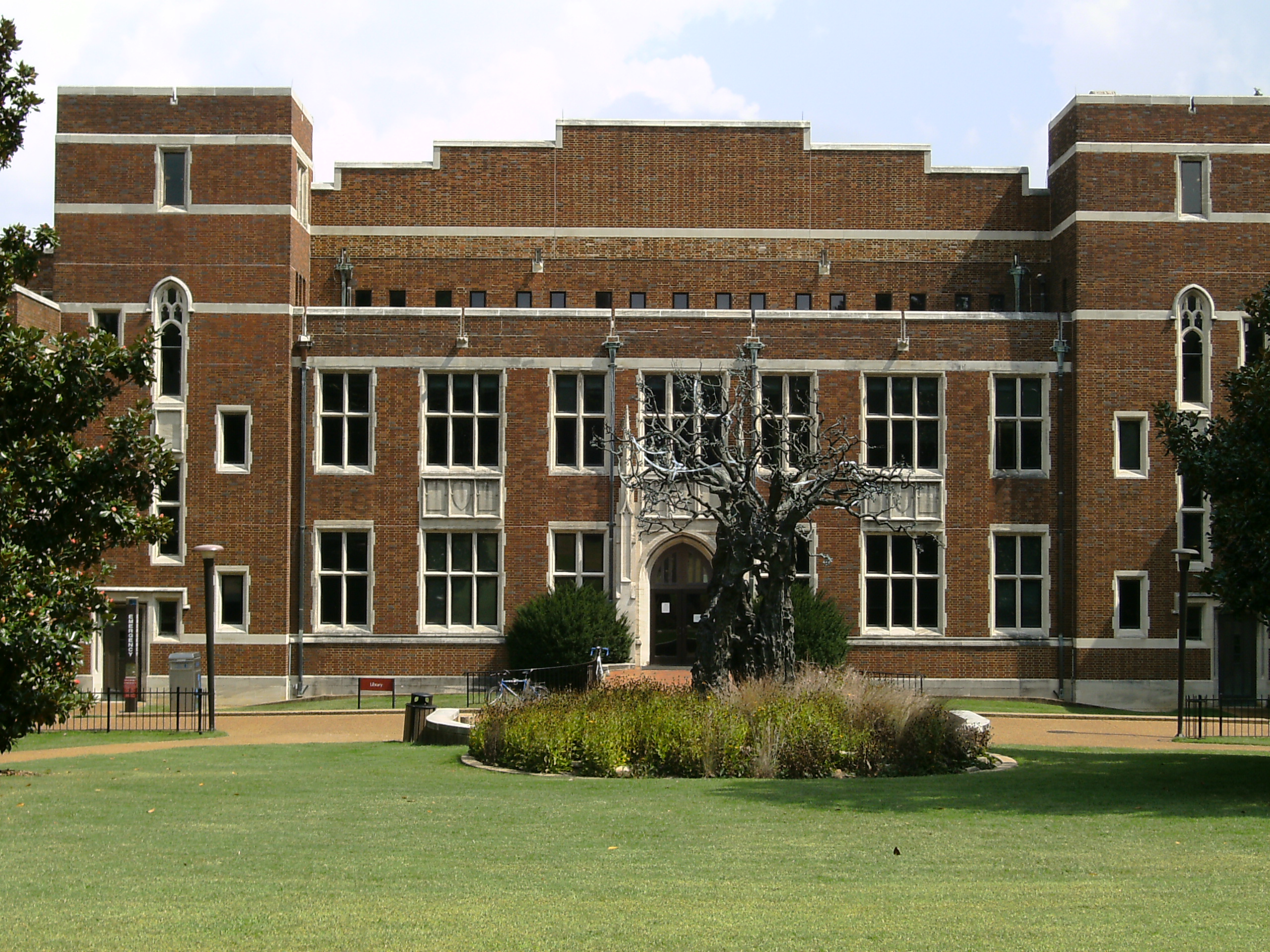
Biblioteca central 'Jean and Alexander Heard', nombrada así en honor del quinto rector de Vanderbilt.

Desde la apertura oficial de la universidad en 1875, Vanderbilt ha tenido ocho rectores a lo largo de más de un siglo y medio de existencia. Landon Garland, el primer rector (1875-1893), organizó la universidad y contrató al primer profesorado. El edificio 'Garland Hall' del campus de la Universidad Vanderbilt fue nombrado así en honor suyo.
James Hampton Kirkland, segundo rector (1893-1937), ejerció el cargo por el periodo más largo de tiempo en comparación a otros rectores. Kirkland cortó los lazos de la universidad con la Iglesia Metodista Episcopal del Sur y reubicó la Escuela Médica dentro del campus principal de la universidad. El edificio principal del campus fue nombrado 'Kirkland Hall' tras el final de su ejercicio en honor suyo.
Oliver Carmichael, tercer rector de Vanderbilt (1937-1946), tuvo el segundo ejercicio más corto en el cargo. Carmichael fue responsable de desarrollar la Escuela de Posgrado, además de establecer las bibliotecas universitarias para Vanderbilt y el Peabody College.
Harvie Branscomb, el cuarto rector de Vanderbilt (1946-1963), fue responsable de la apertura de la Universidad Vanderbilt a la admisión de estudiantes de todas las etnias para así lograr la integración racial. Branscomb presidió un periodo de gran crecimiento y desarrollo en la Universidad Vanderbilt, de allí su importancia en la historia de la institución.

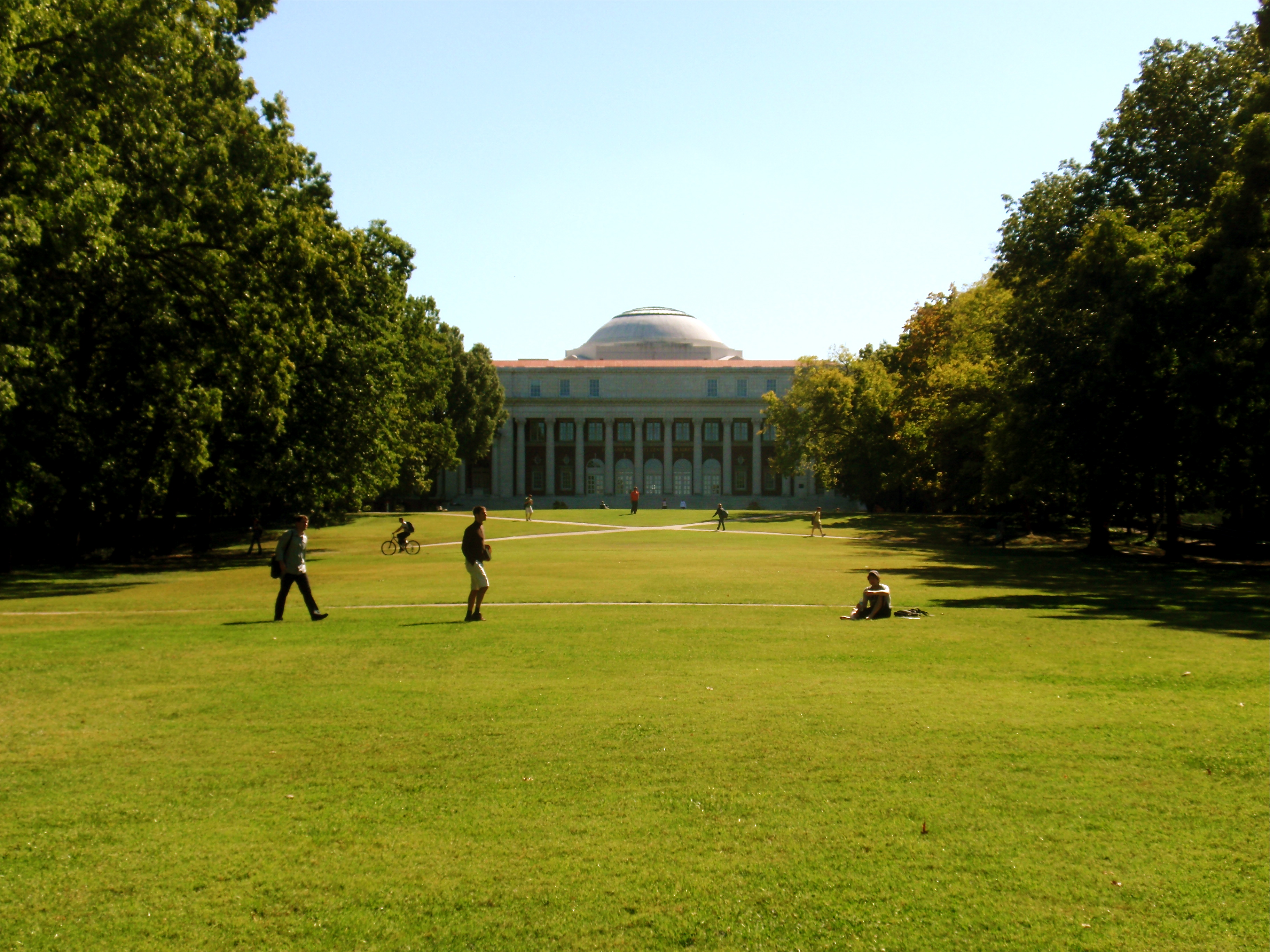
El edificio Wyatt Center y un jardín en Vanderbilt University.

Alexander Heard, el quinto rector de Vanderbilt (1963-1982), presidió la fundación de the Owen Graduate School of Management, la escuela de posgrado en negocios de la Universidad Vanderbilt. Heard presidió, adicionalmente, la incorporación de dos instituciones de prestigio a Vanderbilt: el Peabody College of Education and Human Development y la Escuela de Música Blair (conservatorio establecido en 1964). El sistema de bibliotecas de la Universidad Vanderbilt lleva, en honor suyo, su nombre.
Joe B. Wyatt, sexto rector de Vanderbilt (1982-2000), presidió un periodo de gran incremento en las donaciones y los fondos entregados a la Universidad. Wyatt priorizó el mejoramiento del profesorado y la educación en Vanderbilt. Durante su ejercicio, la universidad alcanzó el top veinticinco de universidades en Estados Unidos por primera vez en su historia (de acuerdo al U.S. News & World Reports). Por tal motivo, el edificio Wyatt Center del Peabody College tiene, desde hace años, su nombre.
Los dos últimos rectores de la Universidad Vanderbilt son Gordon Gee (2000-2007) y Nicholas S. Zeppos (2008).

## Facultades y estudiantes
En 2017, Vanderbilt tuvo una inscripción de 6,885 estudiantes de pregrado y 5,707 estudiantes de posgrado y profesionales, todos los cuales conforman un total de 12,592 alumnos inscritos. Estudiantes de más de 100 países asisten a la universidad y 10.4% del cuerpo estudiantil está conformado por alumnos de origen hispano-latino. En 2017, la Universidad Vanderbilt admitió al 10.9% de los aspirantes a admisión (31,462 para pregrado), hecho que convierte a la universidad en una de las más selectivas de los Estados Unidos.
La Universidad Vanderbilt está ubicada dentro del top 20 de instituciones para la investigación académica en los Estados Unidos. La Carnegie Foundation for the Advancement of Teaching (Fundación Carnegie para Mejoramiento de la Enseñanza) ha calificado a Vanderbilt de 'Universidad Doctoral de la más alta cuota de investigación académica' (Doctoral University with Highest Research Activity). Vanderbilt ofrece programas de doctorado en ciencias, ingenierías, matemáticas, humanidades, ciencias sociales y religión, además de grados profesionales en medicina, negocios, derecho, educación y enfermería.
Las facultades y escuelas de la universidad son las siguientes:
| Centro                                             | Decano               |
| -------------------------------------------------- | -------------------- |
| College of Arts and Science                        | Richard McCarty      |
| Blair School of Music                              | Mark Wait            |
| School of Engineering                              | Kenneth F. Galloway  |
| Peabody College of Education and Human Development | Camilla Benbow       |
| Graduate School                                    | Dennis Hall          |
| Divinity School                                    | James Hudnut-Beumler |
| Law School                                         | Edward L. Rubin      |
| School of Medicine                                 | Steven G. Gabbe      |
| School of Nursing                                  | Colleen Conway-Welch |
| Owen Graduate School of Management                 | Jim Bradford         |

### Rankings
La Universidad Vanderbilt ocupa el puesto 14 en la lista de las mejores universidades en los Estados Unidos (de acuerdo al U.S. News & World Report), país que tiene un total de más de 4000 universidades a lo largo de sus cincuenta estados. En la lista de Reuters de 'Universidades más innovadoras en el mundo', Vanderbilt ocupa el puesto 10 de un total de 100 universidades. Vanderbilt también ocupó el puesto 67 de las mejores universidades en el mundo según el Times Higher Education World University Rankings el año 2018 (de un total de 1250 universidades listadas). Ocupó también el puesto 60 en la lista de mejores universidades del mundo perteneciente al The Academic Ranking of World Universities en 2017.
El índex de medición 'The 2007 Faculty Scholarly Productivity Index' de producción académica de 7300 programas de doctorado en Estados Unidos, ubicó a Vanderbilt en el puesto 8 en la lista de universidades de alta actividad en la investigación académica. La Universidad Vanderbilt ocupó, en esta misma lista, el primer lugar en las áreas de Farmacología, Literatura Comparada, Liderazgo Educativo, Educación Especial, Portugués (Lingüística y Literatura en Portugués) y Español (Lingüística y Literaturas en Lengua Hispana).
La Universidad Vanderbilt es también líder en rankings de naturaleza no-académica. Solo en 2017, la universidad ocupó el primer lugar en la lista de estudiantes más felices, el segundo lugar en la lista de calidad de vida estudiantil, y el quinto lugar en la lista de campus universitarios más hermosos y universidades mejor administradas. Estas evaluaciones fueron elaboradas por The Princeton Review.

## Campus

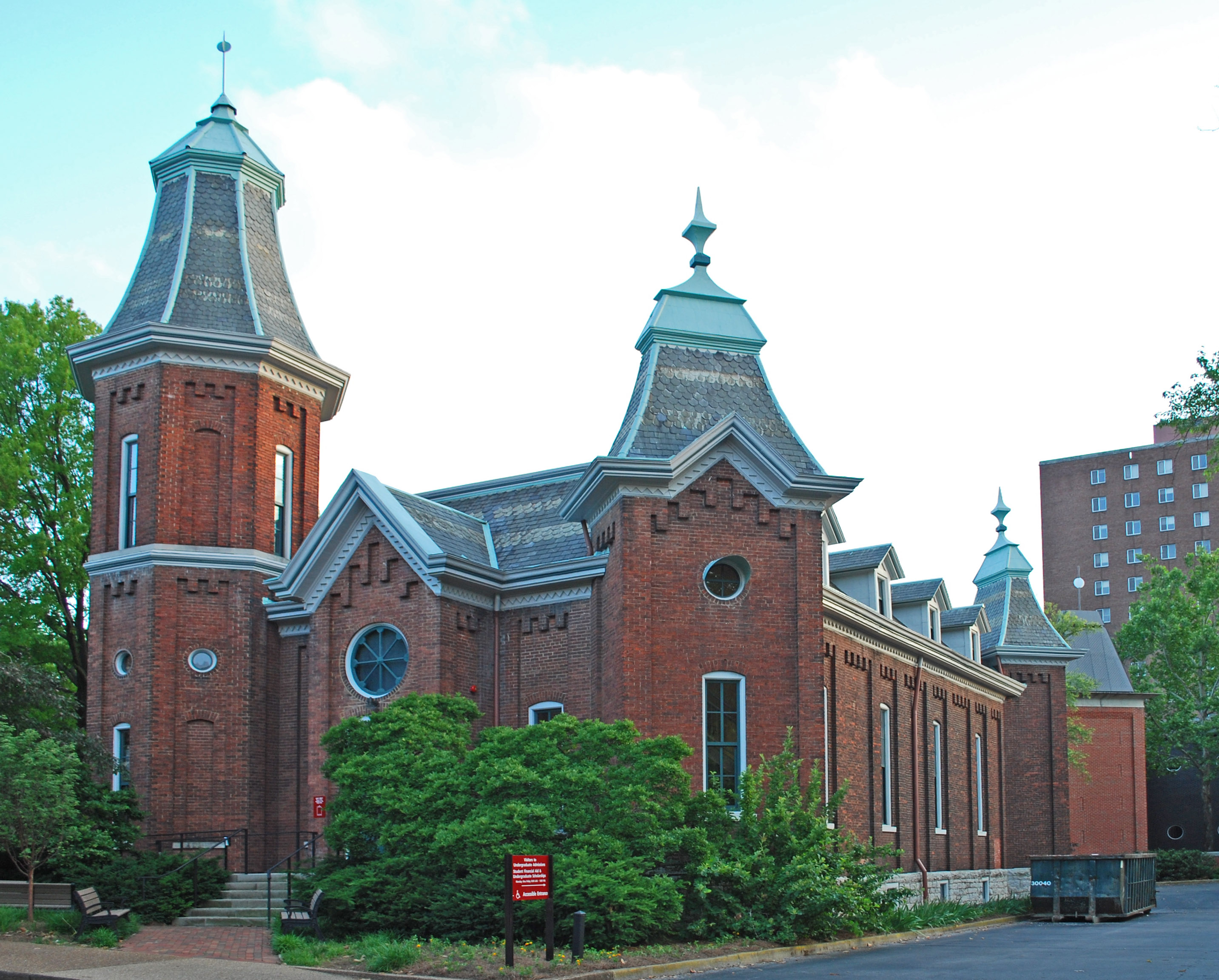
Gimnasio de Vanderbilt University.

###### Campus principal

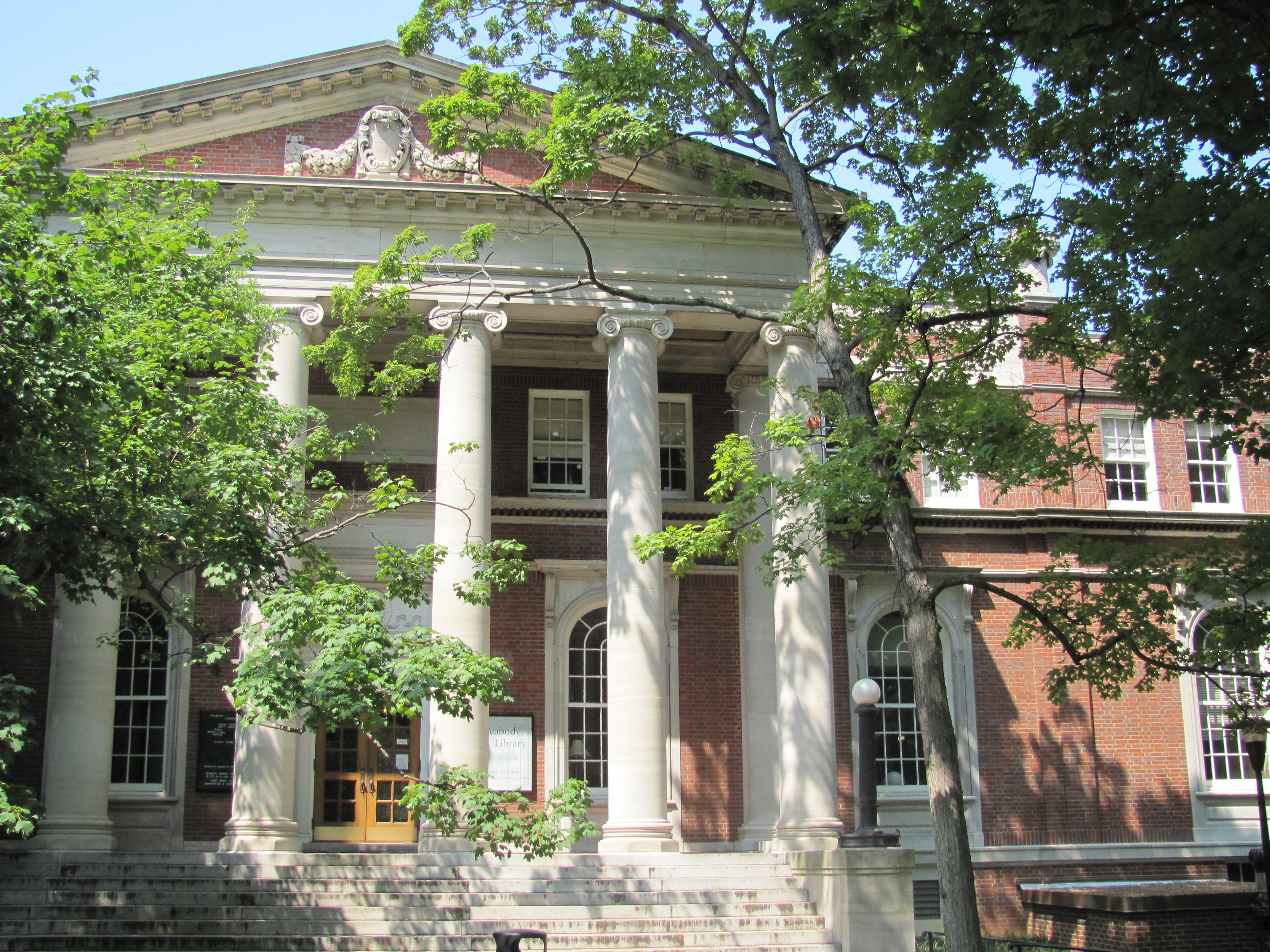
Biblioteca del Peabody College.

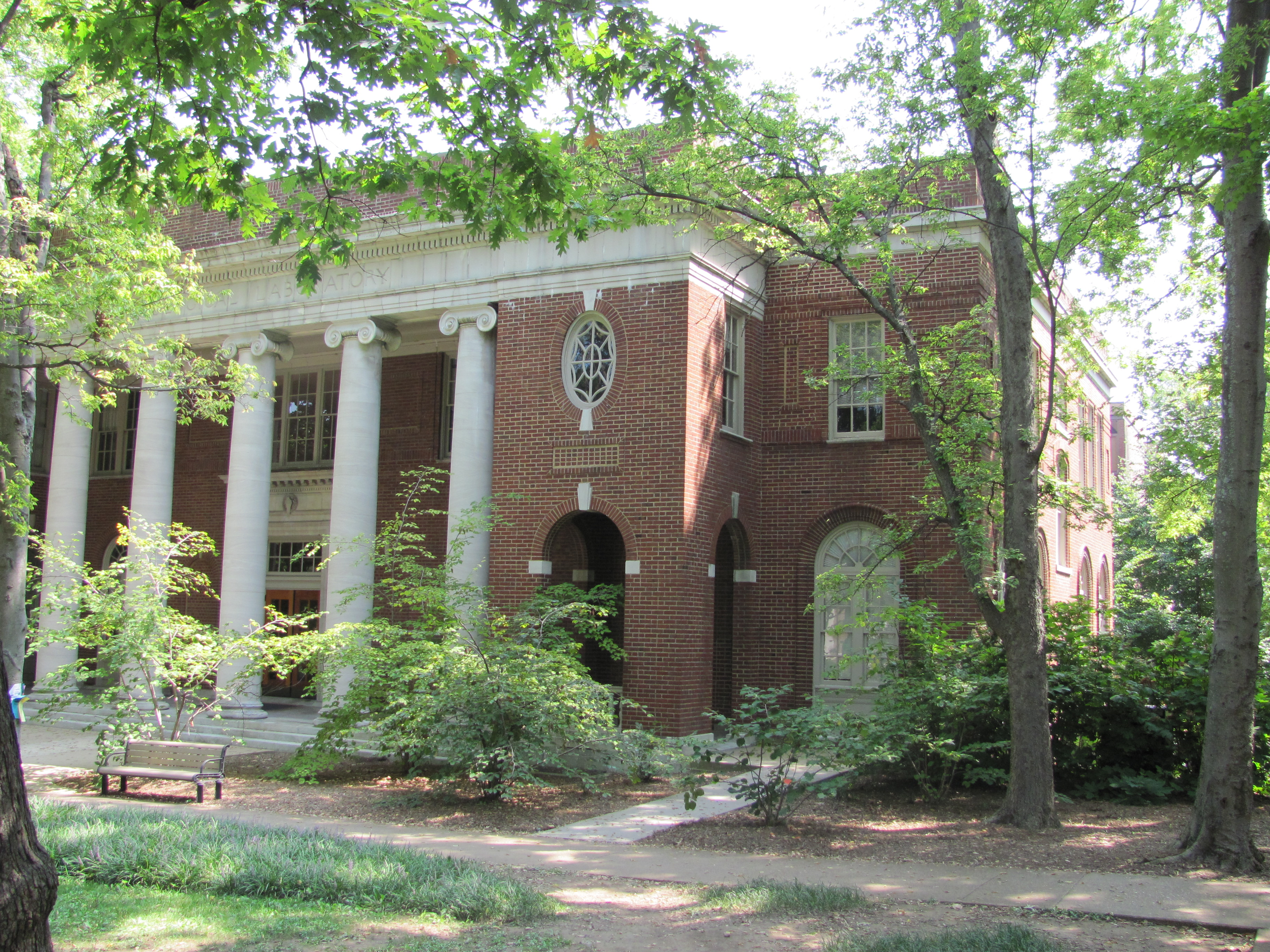
Laboratorio psicológico de la Universidad de Vanderbilt.

El campus de 1.3 km² de la Universidad Vanderbilt (cuya sección principal e histórica abarca 0.3 km2) se destaca por su abundancia de árboles y zonas verdes además de sus edificios de estilo neoclásico de color granate y blanco. El campus fue designado como un arboreto nacional por la Association of Botanical Gardens and Arboreta (Asociación de Jardines Botánicos y Arboretos) en 1988. Uno de sus árboles más célebres es el Roble Bicentenario, cuya existencia se remonta a la época de la Revolución de las Trece Colonias en el siglo XVIII en América del Norte.

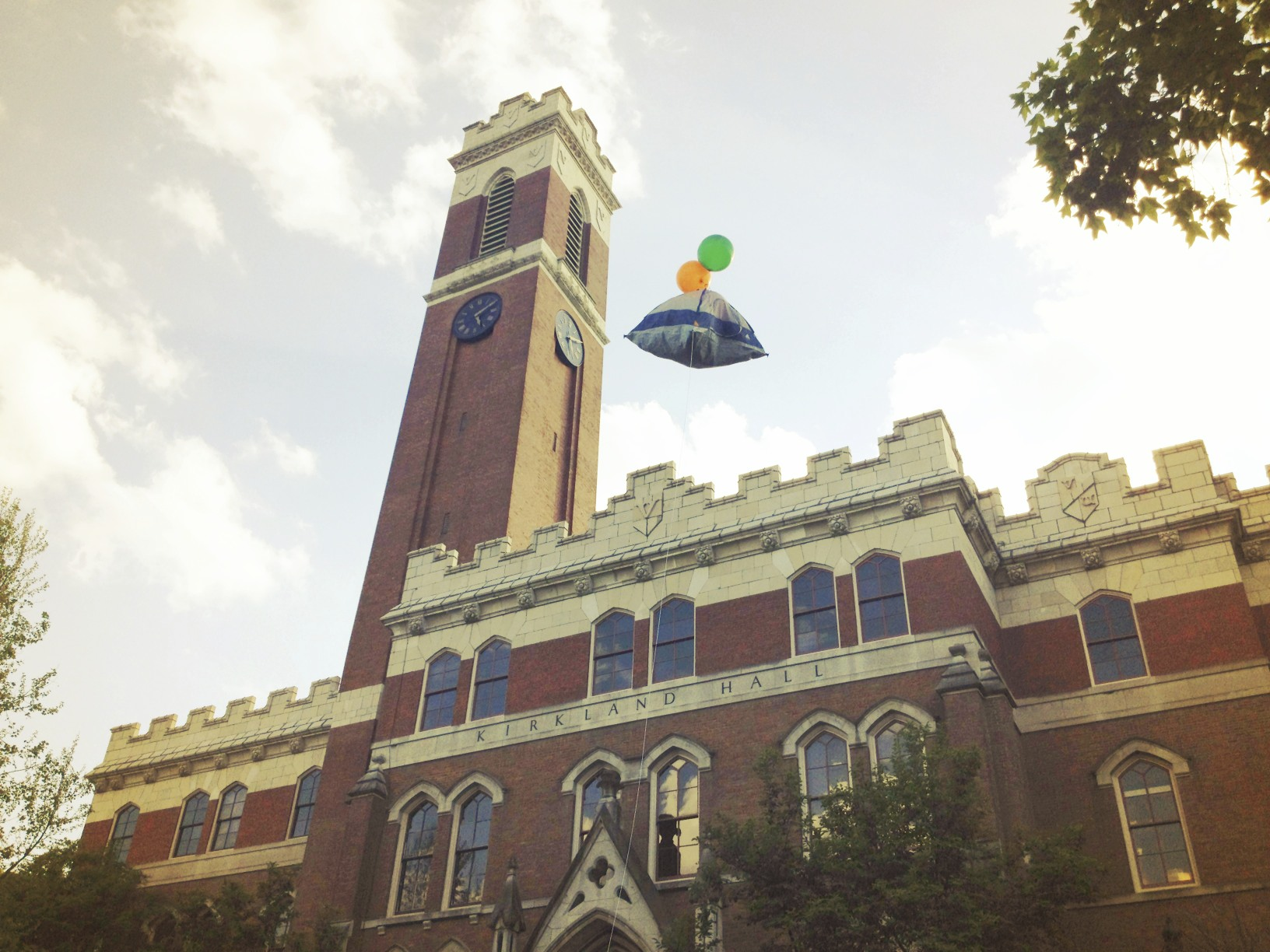
Fotografía del Kirkland Hall durante el movimiento "Occupy Vanderbilt" (2012). Fue una demostración de solidaridad con el movimiento Occupy.

De los once edificios iniciales de Vanderbilt University, permanecen solo cuatro en el presente. El campus original histórico de Vanderbilt contiene hoy las edificaciones que albergan los programas de artes y humanidades del College of Arts and Sciences, como también el edificio del Owen Graduate School of Management y el edificio del Divinity School (facultad de estudios teológicos).

###### Campus delPeabody College
El campus del Peabody College, el cual es adyacente al campus principal, tiene un diseño inspirado en el boceto espacial realizado para la Universidad de Virginia por Thomas Jefferson. Esta zona del campus (ubicada al sur) alberga las residencias para alumnos de primeros años de pregrado. Fue designada como un Hito Histórico Nacional de los Estados Unidos en 1965.

###### Edificaciones deportivas
El Memorial Gymnasium, el Vanderbilt Stadium (estadio de Vanderbilt) y el Hawkins Field (estadio de béisbol) se encuentran en el extremo oeste del campus al igual que todas las edificaciones con fines deportivos.

## Egresados, profesores y alumnos destacados

###### En ciencias
- Stanford Moore, bachiller en Vanderbilt en 1935, Premio Nobel de Química en 1972.
- Muhammad Yunus, Ph.D. en Vanderbilt en 1971, Premio Nobel de la Paz en 2006.
- Max Delbrück, profesor en Vanderbilt,  Premio Nobel de Fisiología o Medicina en 1969.
- Earl Wilburn Sutherland Jr., profesor en Vanderbilt, Premio Nobel de Fisiología o Medicina en 1971.
- Stanley Cohen, profesor en Vanderbilt, Premio Nobel en Fisiología o Medicina en 1986.
- Alain Connes, profesor en Vanderbilt,  Medalla Fields en 1982.
- Vaughan Jones, profesor en Vanderbilt, Medalla Fields en 1990.

###### En artes
- Allen Tate, bachiller en 1922, poeta laureado por los Estados Unidos en 1943.
- Robert Penn Warren, bachiller en 1925, poeta, novelista y crítico literario. Premio Pulitzer de Ficción en 1947 y Premio Pulitzer de Poesía en 1959 y 1979.
- Randall Jarrell, maestría en 1938, escritor y crítico literario. Poeta laureado por los Estados Unidos en 1956.
- Louis R. Harlan, maestría en 1948, Premio Pulitzer de Biografía o Autobiografía en 1984.
- James Dickey, bachiller en 1949, poeta y novelista. Poeta laureado por los Estados Unidos en 1966.
- James Patterson, maestría en 1970, autor de novelas de suspense.
- Dina Shore, bachiller en 1938, cantante y actriz.
- Delbert Mann, bachiller en 1941, Premio Óscar al mejor director de película en 1955.
- Tom Schulman, bachiller en 1972, guionista de Deat Poets Society (1989).
- Rosanne Cash, bachiller en 1979, cantante y compositora.
- Amy Grant, bachiller en 1982, cante de música cristiana.
- Dierks Bentley, bachiller en 1997, cantante de música country.

###### Otros
- John Nance Garner, alumno de Vanderbilt. 32 Vicepresidente de los Estados Unidos.
- Al Gore, alumno de Vanderbilt. 45 Vicepresidente de los Estados Unidos.
- Shannon Vreeland, alumna de Vanderbilt, medalla de oro en los 4 × 200 metros relevo estilo libre en los Juegos Olímpicos de Londres 2012.